# 증권 분석
《증권 분석》(Security Analysis)은 가치 투자라고 불리게 될 것에 대한 지적 토대를 마련한, 컬럼비아 경영대학원의 벤저민 그레이엄 교수와 David Dodd 교수가 저술한 책이다. 초판은 1934년 월스트리트의 붕괴와 대공황이 시작된 직후에 출판되었다.
1934년에 처음 출판되었다. 배운 교훈을 요약하면, Graham과 Dodd는 월스트리트가 회사의 보고된 주당 순이익에 초점을 맞춘 것에 대해 꾸짖었고 특히 선호되는 "수익 추세"에 대해 가혹했다. 그들은 투자자들에게 보안 이면에 있는 운영 비즈니스의 대략적인 가치를 측정함으로써 완전히 다른 접근 방식을 취하도록 권장했다. Graham과 Dodd는 특정 비선호 증권을 비합리적으로 과소평가하는 시장 경향의 여러 실제 사례를 열거했다. 그들은 이러한 경향을 정통한 사람들에게 기회로 보았다. 
Graham은 투기라고 생각한 것과는 구별되는 명확한 투자 정의를 제안했다. 투자운용은 철저한 분석을 통해 원금의 안전과 적정한 수익을 약속하는 사업이다. 이러한 요구 사항을 충족하지 않는 작업은 투기적이다."
이 책에는 여러 재정 용어가 만들어졌다. 예를 들어, Graham과 Dodd는 안전 마진이라는 용어를 만들었다.  재정적 어려움 기간이라는 표현이 언제, 누구에 의해 처음 사용되었는지는 알려져 있지 않다. 그러나 가치 투자 이론과 관련하여 처음 사용된 것은 거의 확실하다. 
《현명한 투자자》에서 벤저민 그레이엄은 주식 가치를 평가하는 데 사용한 공식을 설명한다. 《증권분석》 1962년판에서 설명한 공식은 다음과 같다.
{\displaystyle V={\text{EARNINGS}}\times (8.5+2g)}
V = 고유 값EARNINGS = 후행 12개월 수입 8.5 = 무성장 기업의 PER 기준g = 합리적으로 예상되는 7~10년 성장률

## 같이 보기
- 가치투자